# Murder’s Concept
Murder’s Concept – drugi album polskiej grupy deathmetalowej Yattering. Wydawnictwo ukazało się 22 sierpnia 2000 roku nakładem Season of Mist. W ramach promocji do utworu „Anal Narcotic” został zrealizowany teledysk w reżyserii Adama Kuca. Obraz uzyskał nominację do nagrody Yach Film w kategorii montaż.

## Lista utworów
Opracowano na podstawie materiału źródłowego.
| Nr  | Tytuł utworu                    | Długość |
| --- | ------------------------------- | ------- |
| 1.  | „Anal Narcotic”                 | 4:22    |
| 2.  | „The Art of the 20th Century”   | 3:02    |
| 3.  | „The Murderer”                  | 2:48    |
| 4.  | „The Species”                   | 4:00    |
| 5.  | „Life For Life”                 | 4:57    |
| 6.  | „Exterminate”                   | 4:24    |
| 7.  | „...An Inanimate”               | 3:59    |
| 8.  | „Pleasure”                      | 4:15    |
| 9.  | „Damaged”                       | 2:22    |
| 10. | „Rescue” (utwór instrumentalny) | 7:36    |
|     |                                 | 41:45   |

## Twórcy
Opracowano na podstawie materiału źródłowego.
| - Marcin „Svierszcz” Świerczyński – gitara basowa, śpiew - Marek „Hudy” Chudzikiewicz – gitara - Mariusz „Trufel” Domaradzki – gitara | - Marcin „Ząbek” Gołębiewski – perkusja - Bartłomiej Kuźniak – inżynieria dźwięku, produkcja - Szymon Czech – inżynieria dźwięku |

## Wydania
Opracowano na podstawie materiału źródłowego.
| Rok  | Region            | Nr katalogowy | Format | Wytwórnia          |
| ---- | ----------------- | ------------- | ------ | ------------------ |
| 2000 | Stany Zjednoczone | SOM 029       | CD     | Season Of Mist     |
| 2000 | Polska            | MMP 0093      | CS     | Metal Mind Records |